# Лево (деревня)
Лево — деревня в Шекснинском районе Вологодской области.
Входит в состав сельского поселения Любомировского, с точки зрения административно-территориального деления — в Любомировский сельсовет.
Расстояние по автодороге до районного центра Шексны — 37 км, до центра муниципального образования Любомирово — 3 км. Ближайшие населённые пункты — Еремеево, Любомирово, Нижняя Горка, Новоселки, Комарово.
По данным переписи в 2002 году постоянного населения не было.